# Coregonus hiemalis
Coregonus hiemalis is een waarschijnlijk endemisch soort houting die alleen in het Meer van Genève voorkwam. Deze houting of marene heette daar Gravenche of Kleine Fera.

## Beschrijving
Deze vis werd 25 tot 32 cm lang, leefde op een grote diepten in het meer en voedde zich met dierlijk plankton. In oudere literatuur wordt Coregonus hiemalis ook beschreven als soort in de Ammersee, de Chiemsee en het Bodenmeer. Volgens Kotelat en Freyhof hebben deze beschrijvingen betrekking op Coregonus bavaricus en Coregonus gutturosus. Zij beschouwen C. hiemalis als een houtingsoort die is uitgestorven. De IUCN heeft deze opvatting overgenomen.

## Status
Onderzoek nadat de waterkwaliteit in de Zwitserse meren weer verbeterde heeft er niet toe geleid dat deze houtingsoort werd aangetroffen. Men neemt aan dat overbevissing en eutrofiëring vanaf 1900 de oorzaken zijn van het verdwijnen van deze soort. Daarom staat deze soort als uitgestorven op de Rode Lijst van de IUCN.